# Musica Antiqua Köln
Musica Antiqua Köln (Musica Antiqua Köln o MAK) è stata un'orchestra specializzata nell'interpretazione della musica barocca dal 1640 al 1760 su strumenti d'epoca.

## Storia
È stata fondata nel 1973 dal violinista e musicologo Reinhard Göbel con alcuni studenti del Conservatorio di Colonia. Il MAK come formazione orchestrale si esibì in pubblico per la prima volta nel 1978. Il grande pubblico scoprì l'orchestra nel 1979, in occasione dei concerti al Queen Elizabeth Hall e al Festival d'Olanda. 
Dal 1978 l'orchestra ha avuto un contratto in esclusiva con la Archiv Produktion.
Le registrazioni sono state numerose, così come le attestazioni ricevute. Il gruppo ha ricevuto i premi Grands Prix du Disque, Grammophone Award, Preis der Deutschen Schallplattenkritik, Echo Klassik, Prix Caecilia e Record Academy Award in Giappone. L'orchestra suona su magnifici strumenti d'epoca, come i violini barocchi di Jacobus Stainer e della famiglia Rogeri.
Nel 2007, dopo quasi trentacinque anni di successi in diverse nazioni del mondo, Reinhard Göbel, suo fondatore e direttore storico, ha deciso di sciogliere l'ensemble.

## Componenti
- Andreas Staier e Léon Berben - clavicembalo
- Anton Steck, Florian Deuter e Manfredo Kraemer - violini
- Wilbert Hazelzet - flauto traverso
- Jaap ter Linden - violoncello
- Adrian Rovatkay - fagotto
- Susanne Regel - oboe

## Discografia
- 1978 - Le parnasse français (Marais, Charpentier, Lully, Couperin, Gilles, Leclair, Clérambault) - Goebel/MAK (Archiv Produktion)
- 1979 - Johann Sebastian Bach, Musikalisches Opfer (Archiv Produktion)
- 1981 - Antonio Vivaldi, Concerti da camera (Archiv Produktion)
- 1981 - Jean Gilles, Messe des morts. Requiem (Archiv Produktion)
- 1983 - Johann Sebastian Bach, Kammermusik (Archiv Produktion)
- 1984 - François Couperin, Les nations (Archiv Produktion)
- 1984 - Johann Sebastian Bach, Die Kunst der Fuge (Archiv Produktion)
- 1987 - Johann Sebastian Bach, Brandenburgische konzerte (Archiv Produktion, 2 CD)
- 1987 - Georg Philipp Telemann, Bläserkonzerte (Archiv Produktion)
- 1989 - Georg Philipp Telemann, Tafelmusik (Archiv Produktion, 4 CD)
- 1990 - Georg Philipp Telemann, Ino (Archiv Produktion)
- 1990 - Scherzi musicali (Archiv Produktion)
- 1991 - Heinrich Ignaz Franz Biber, Rosenkranz-Sonaten (Archiv Produktion)
- 1993 - Johann David Heinichen, Concerti Grandi (Archiv Produktion)
- 1994 - Georg Friedrich Händel, Marian cantatas and arias (Archiv Produktion)
- 1995 - Johann David Heinichen e altri, Concerti per l'orchestra di Desdra (Archiv Produktion)
- 1997 - Chaconne (Archiv Produktion)
- 1997 - Johann Adolf Hasse, Salve Regina (Archiv Produktion)
- 1998 - John Dowland, Lachrimae or Seven Teares (Vanguard Classics)
- 1999 - Claudio Monteverdi e altri, Lamenti, con Anne Sofie von Otter (Archiv Produktion)
- 1999 - Musica baltica (Archiv Produktion)
- 2000 - Georg Philipp Telemann, String concertos (Archiv Produktion)
- 2003 - Georg Philipp Telemann, Chamber concertos (Archiv Produktion)
- 2003 - Marc-Antoine Charpentier, Musique sacrée (Deutschen Grammophon)
- 2004 - Heinrich Ignaz Franz Biber, Harmonia artificiosa (Deutschen Grammophon)
- 2005 - Johann Sebastian Bach, Wedding Cantatas, con Christine Schäfer (Deutschen Grammophon)